# Helicoverpa succinea
Helicoverpa succinea là một loài bướm đêm trong họ Noctuidae.